# 1903 au Maroc
Chronologie du Maroc
- 1899
- 1900
- 1901
- 1902
- 1903
- 1904
- 1905
- 1906
- 1907

Cet article présente les faits marquants de l'année 1903 au Maroc ou relatifs au Maroc.

## Événements

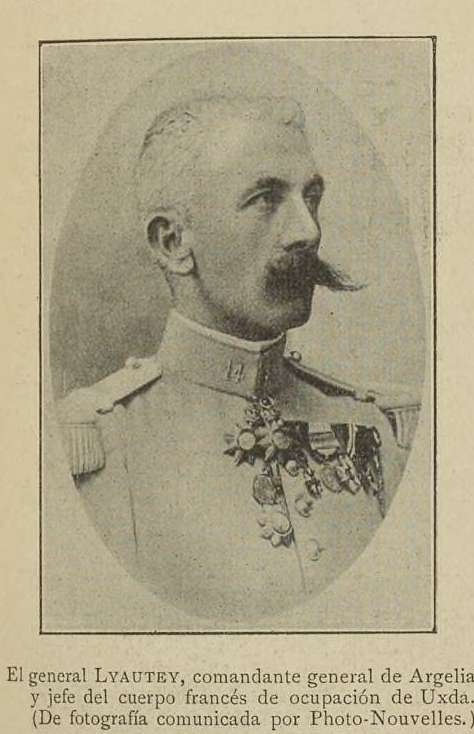
Le général Lyautey en 1907.

- Le général Lyautey pacifie la région frontalière entre le Maroc et l'Algérie.
- Le Maroc en difficulté financière sollicite la Banque de Paris et des Pays-Bas qui devient le principal créancier du royaume[1].
- Le sultan du Maroc prépare une participation à l'exposition internationale de Saint-Louis [2]

## Naissances en 1903
- Naissance au Maroc en 1903